# Lilia Michel
Lilia Michel (30 de julho de 1926 - 10 de agosto de 2011) foi uma atriz mexicana.

## Filmografia

### Televisão
- María la del Barrio (1995)..... Sor Matilde
- Memoria del cine mexicano (1993..... Ela mesma
- Dos vidas (1988)
- Lista negra (1987)
- Ave Fénix (1986)..... Lilia
- Aprendiendo a vivir (1984)..... Carolina
- Rosalia (1978)..... Leticia
- Gente sin historia (1967)

### Filmes
- Fuera de la ley (1998)
- Una sota y un caballo: Rancho Avándaro (1982)..... Doña Carmen de Sierra
- Los amantes frios (1978)..... Eustolia
- Fantoche (1977)
- La lucha con la pantera (1975)..... Mãe de Patrícia
- Yo amo, tu amas, nosotros (1975)
- El amor tiene cara de mujer (1973)..... Laura
- Eva y Dario (1973)
- La inocente (1972)
- La pequeña señora de Perez (1972)
- La muñeca perversa (1969)..... Julieta Montenegro
- Sí, mi vida (1953)
- Había una vez un marido (1953)..... Lilia
- Sígueme corazón (1952)
- La gota de sangre (1950)
- El pasajero diez mil (1946)
- No basta ser charro (1946)
- Una vírgen moderna (1946)
- Vértigo (1946)..... Gabriela
- La hora de la verdad (1945)..... Helena
- Corazones de México (1945)
- El jagüey de las ruinas (1945)
- Crepúsculo (1945)..... Cristina
- Un beso en la noche (1945)
- Así son ellas (1944)
- Nana (1944)